# Munna palmata
Munna palmata is een pissebed uit de familie Munnidae. De wetenschappelijke naam van de soort is voor het eerst geldig gepubliceerd in 1851 door Lilljeborg.